# Chamanisme jaune
Le chamanisme jaune est un type de chamanisme pratiqué en Mongolie et Sibérie, qui incorpore par syncrétisme des rituels et traditions du bouddhisme. Le terme « Jaune » indique ici l'école des bonnets jaunes (gelugpa) du bouddhisme tibétain (branche du bouddhisme vajrayana), qui portent des bonnets jaunes pendant leur service. Le terme sert également à le distinguer d'une autre forme de chamanisme peu ou pas influencé par le bouddhisme et appelé chamanisme noir,.

## Terminologie et contexte
Bien que le terme « Jaune » soit parfois disputé, les universitaires considèrent que le type de chamanisme pratiqué par les Mongols Khalkha, le plus important groupe de population de Mongolie, est majoritairement le chamanisme jaune. D'autres s'en servent pour parler du chamanisme pratiqué par les Bouriates de Sibérie.

### Mongolie
Sous le règne de Gengis Khan dont la mère était chrétienne, le tengrisme (forme de chamanisme turco-mongol) est la principale religion de l'Empire. Cependant, il acceptera le taoïste de la secte Quanzhen, Qiu Chuji comme représentant et décideur de toutes les religions de l'Empire, parmi lesquelles on trouve le christianisme, l'islam et déjà le bouddhisme.
Le bouddhisme devient pour la première fois religion principale en Mongolie sous le règne de Kubilai Khan pendant la Dynastie Yuan, (1234/1279 – 1368), et fut brièvement établi comme une religion d'État. Le culte de Gengis Khan, qui est accepté comme le Tngri (en) (ou Tengri), le plus haut panthéon des esprits du chamanisme mongol, est également annexé dans les pratiques bouddhiques. La Mongolie est restée figée dans son développement jusqu'au XVIe siècle, lors-qu’après la conversion d'Altan Khan le bouddhisme est rétabli.
En 1691, après l'annexion de la Mongolie-Extérieure par la Dynastie Qing, mandchoue, le bouddhisme tibétain devient la religion dominante de l'ensemble de la région et de l'Empire chinois et le chamanisme commence à intégrer des éléments bouddhiques de cette branche. Une résistante violente au XVIIIe siècle, par les tribus de chasseurs du Nord de la Mongolie contre le groupe dirigeant bouddhiste que sont alors les Khalkhas, conduit à la fondation du chamanisme noir.
Pendant la domination soviétique de la République populaire mongole, toutes les variétés du chamanisme sont opprimées. Après 1991, à l'établissement de la République de Mongolie, et la réduction de l'influence des Soviétiques, la religion (incluant bouddhisme et chamanisme) effectue un retour.
Les opposants arguent que la thèse d'Ayurzana Pürev n'est que trop basée sur les éléments apportés par un seul moine d'une seule province, et que le chamanisme jaune se serait développé comme le résultat d'une tension entre le bouddhisme de la Dynastie Qing, pour laquelle la conversion au bouddhisme était une part des tactiques de colonisation. En accord avec les arguments de Pürev, le chamanisme jaune n'aurait pas survécu dans l'aire soviétique et communiste.

### Bouriatie

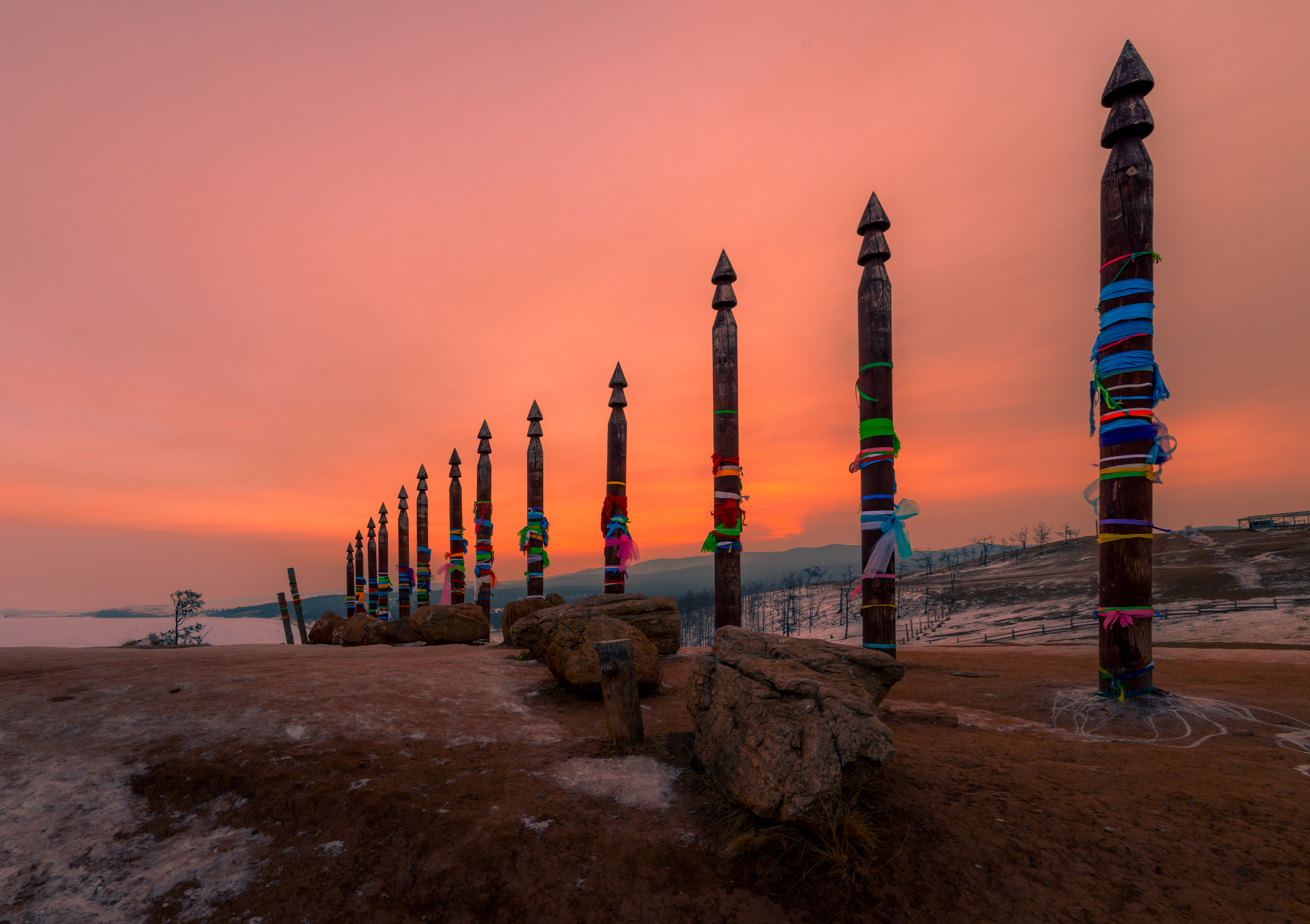
Symboles du bouddhisme et piliers rituels chamaniques avec des rubans de couleurs sur l'île de Olkhon dans le lac Baïkal, en Bouriatie, au lever du soleil. Février 2018.

Le territoire des Bouriates, qui vivent principalement autour du Lac Baïkal, est envahi par l'Empire russe au XVIIe siècle et accepte le bouddhisme au XVIIIe siècle, au moment où ils sont reconnus comme un groupe mongol, pour lesquels le mélange entre chamanisme bouriate et bouddhisme est matière à contention entre les universitaires. Une division au XIXe siècle entre chamanisme blanc et chamanisme noir, où le chamanisme noir appelle des divinités mauvaises pour apporter la mauvaise fortune aux gens tandis-que le chamanisme blanc invoque des bonnes divinités pour le bonheur et la prospérité, a complètement changé au XXe siècle. Aujourd'hui le chamanisme noir, invoque des déités chamaniques traditionnelles, tandis-que le chamanisme blanc invoque des déités bouddhistes et récite des incantations bouddhistes, mais porte le même type de costume que les chamanistes noirs. Les chamanes blancs vénèrent Sagaan Ubgen et Burkhan Garbal (l'« Ancêtre du bouddhisme »).

## Panthéon
- Dayan Degereki (ou Dayan Deerh) est une divinité omniprésente dans le chamanisme jaune. Elle est reliée à un rite de la fertilité se pratiquant dans une grotte, dans le district de Tsagaan-Üür, aïmag de Khövsgöl[5].
- Jayagachi (Jayaγači), principalement vénéré par les mongols khorchin, au Nord-Est de la Mongolie-Intérieure, et d'après ces derniers, originaire de Mongolie du Nord. Les premières pratiques se seraient déroulés chez Gengis Khan et des tribus proches, le père de famille est responsable du rituel aujourd'hui. Les moines bouddhistes y participent également. La personne pratiquant le rituel s'enduit la bouche d'un ongon (онгон), un génie[6].
- Nainai[réf. nécessaire].
- Le chamane Qobuγtu, célèbre pour avoir été vaincu par le missionnaire bouddhique Neyici Toyin[6].